# Kinheim
Pour l’article homonyme, voir Kinheim (Rhénanie-Palatinat).
Uniformes
Le Honkbal Club Kinheim (HCK) est un club néerlandais de baseball et de softball fondé en 1935 situé à Haarlem.
Le sponsor en titre du club est Corendon Airlines, le nom officiel du club est donc Corendon Kinheim.

## Histoire
Fondé en 1935, le club adhère à la fédération néerlandaise de baseball en 1937 et débute en compétition en 1938. Les résultats restent longtemps modestes.
En 1948, le club se dote d'une section féminine de softball.
Le titre national de baseball masculin est conquis pour la première fois en 1978, puis le club connait son âge d'or dans la première moitié des années 1990 : il participe à la finale (Holland series) du championnat des Pays-Bas de 1992 à 1996, et s'empare du titre national en 1994 face au DOOR Neptunus. En 2006 le club reconquiert le titre, qu'il conserve en 2007.
Sur la scène européenne, Kinheim termine troisième de l'édition 1995 de la Coupe d'Europe. Le 16 juin 2007, Kinheim enlève le titre de champion d'Europe par 3 à 1 en écartant en finale les Français des Huskies de Rouen. En Coupe des vainqueurs de coupe, Kinheim compte trois titres en 1994, 2001, 2002 et s'incline deux fois en finale (1999, 2003).
Le 21 juin 2008, Kinheim confirme sa domination continentale en remportant une seconde Coupe d'Europe à Grosseto, face au club local en finale remportée 3-2 en dix manches.

## Palmarès
- Champion des Pays-Bas de Hoofdklasse (D1): 1978, 1994, 2006, 2007.
- Vainqueur de la Coupe d'Europe: 2007, 2008.
- Vainqueur de la Coupe des vainqueurs de coupe: 1994, 2001, 2002.
- Finaliste de la Coupe des vainqueurs de coupe: 1999, 2003.

## Images

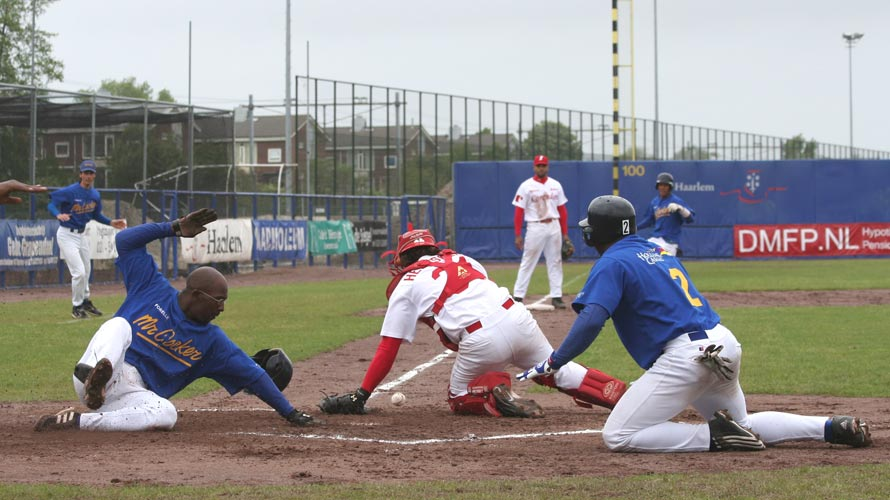
HCAW contre Kinheim le 12 mai 2007.
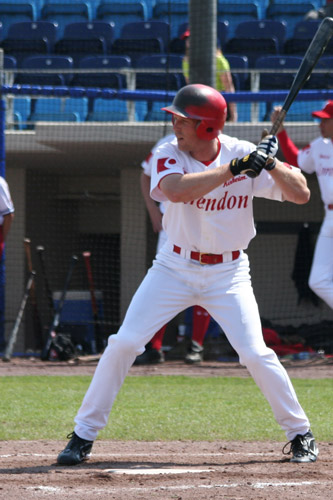
Dirk van het Klooster à la frappe.